# Lidský mozek
 Poslechnout si článek · info

Animace řezů lidským mozkem

Animované schéma mozku s barevně odlišenými jednotlivými částmi

Lidský mozek (encephalon) je řídící a integrační orgán nervové soustavy člověka. Řídí a kontroluje veškeré tělesné funkce, jako je činnost srdce, trávení, pohyb, řeč, ale i samotné myšlení, paměť či vnímání emocí.
Lidský mozek má objem asi 1450 cm3 a váží přibližně 1300–1400 g, tedy 2 % lidské váhy. Posledních několik tisíc let se mozek evolučně zmenšuje a to patrně z důvodu socializace. Spotřebuje asi pětinu veškeré energie, které tělo potřebuje. Obsahuje asi 50–100 miliard (tedy asi 1011) neuronů, z nichž asi 10 % (1010) jsou pyramidální buňky v mozkové kůře. Mezi nervovými buňkami existuje až biliarda (tedy 1015) synaptických spojení.

## Makroskopická anatomie
Mozek lze zjednodušeně rozdělit na mozkový kmen, mezimozek (diencephalon) a koncový mozek (telencephalon). Anatomicky se však dělí na tyto části: prodloužená mícha (medulla oblongata), Varolův most (Pons Varoli, běžně Pons), Střední mozek (mesencephalon), Mozeček (Cerebellum), Mezimozek (diencephalon) a koncový mozek (telencephalon). Makroskopicky se na mozku popisují mnohé útvary, které se často překrývají s funkčními strukturami téhož jména nebo v sobě takové struktury ukrývají, struktura funkční pak obvykle nese jméno podle struktury, pod kterou se nachází (např. nuclei mamilarii se vyskytují v hrbolcích na spodině mozku s názvem corpora mamillaria); případně jsou struktury pojmenovány na základě svého vzhledu (tvaru či barvy, kupř. corpora geniculata – "kolínkovitá tělíska", locus caeruleus – "modrošedé místo").

| - Centrální nervová soustava (Systema nervosum centrale) - I. mozek (encephalon, cerebrum) - A přední mozek (prosencephalon) - A1 koncový mozek (telencephalon) - A11 neopallium → mozková kůra (neocortex) - A12 paleopallium → čichový mozek (rhinencephalon, allocortex) - A13 archipallium → čichový mozek (rhinencephalon, allocortex) - A14 bazální ganglia - A2 mezimozek (diencephalon) - A21 epithalamus - A22 thalamus - A23 metathalamus - A24 hypothalamus - A25 subthalamus - B střední mozek (mesencephalon) - B1 tektum (tectum) - B2 tegmentum - B3 pedunculi cerebri - C zadní mozek (rhombencephalon) - C1 metencephalon - C11 mozeček (cerebellum) - C12 Varolův most (pons Varoli) - C2 míšní mozek (myelencephalon) - C21 prodloužená mícha (medulla oblongata) - II. páteřní mícha (medulla spinalis) |

### Prodloužená mícha
Prodloužená mícha neboli Medulla oblongata, v praxi často pouze oblongata, je přechodem mezi míchou a mozkovým kmenem. Za hranici mezi míchou a oblongatou se považuje decussatio pyramidorum, viditelné zkřížení vláken pyramidové dráhy. Oblongata je místem, kde se dráhy zadních provazců míchy (tzv. lemniskální systém) přepojuje v nucleus cuneatus a nucleus gracilis (obě tato jádra vyzdvihují stejnojmenné hrbolky). Dále její šedé hmoty obsahují část jader hlavových nervů a úsek retikulární formace. Nejnápadnějšími makroskopickými útvary na oblongatě jsou tzv. pyramidy (podle kterých dostala jméno tudy probíhající pyramidová dráha) a oliva, oválné vyvýšení po straně oblongaty, která v sobě ukrývá stejnojmenná jádra.

### Varolův most
Varolův most neboli Pons Varoli, v praxi často pouze pons, je úsek mozkového kmene navazující na oblongatu. Některé struktury z oblongaty (zejm. retikulární formace a některé ascendentní dráhy) se nachází i v pontu. Dále se v něm nachází další jádra hlavových nervů a tzv. "relé jádra" sluchové dráhy. Nejdůležitější struktura v pontu jsou však pontinní jádra, která přivádí informace do mozečku. Makroskopicky významným útvarem v pontu (částečně i v oblongatě) je čtvrtá mozková komora.

### Mozeček
Mozeček vývojově vznikl z dorsální ploténky methencephala (viz níže) a jedná se o koordinační centrum motoriky. Šedá hmota se dělí na kůru mozečku a na mozečková jádra (ncl. Dentatus, ncl. emboliformis, ncll. globosi a ncl. fastigii). Bílá hmota přivádí do mozečkové kůry informace jednak z mozkové kůry (informace o zamýšleném pohybu a zraková či sluchová korekce z příslušných korových oblastí), jednak z vestibulárních jader a rovnovážného ústrojí (informace o poloze či pohybu těla) a jednak z míchy (proprioceptivní informace z těla – pozice končetin, napětí svalů). Tato vlákna tvoří v mozečku tzv. arbor vitae neboli strom života, jelikož jejich větvení opravdu silně připomíná strom. Mozečková kůra tyto informace zpracovává a prostřednictvím jader je vysílá skrze Thalamus do kůry.

### Střední mozek
Střední mozek neboli mesencephalon je poslední úsek mozkového kmene. Anatomicky se dělí na tři části – tectum, tegmentum a crura cerebri. Tectum, neboli čtverhrbolí, je skupina čtyřech drobných hrbolků, které jsou evolučně stará vývojová centra pro zrak a sluch, jejichž funkci později převzal Thalamus a korová centra, avšak stále do nich vedou odbočky ze zrakové a sluchové dráhy a zajišťují mimovolné odpovědi na zrakové a sluchové podněty. Tegmentum je střední etáž mesencephala a kromě mnoha šedých hmot s velkým významem jak pro motoriku (nucleus ruber a další jádra hlavových nervů) tak pro mimovolnou činnost (substancia grisea centralis okolo aqueductus mesencephali, retikulární formace a četná intersticiální jádra). Skrze tegmentum prochází tzv. aqueductus mesencephali, který spojuje třetí a čtvrtou mozkovou komoru. Hranici mezi tegmentem a crura cerebri tvoří funkčně nesmírně významná struktura – substantia nigra (černá hmota), která je kromě svého zapojení do motorických okruhů také místem, kde vzniká dopamin, jehož nedostatek způsobuje parkinsonismus. Crura cerebri se skládají výhradně z bílé hmoty a obsahují descendentní dráhy z mozkové kůry.

### Mezimozek
Mezimozek neboli diencephalon je soubor šedých hmot sdružených okolo třetí mozkové komory, které mají velký funkční význam. Skládá se z těchto struktur: Thalamus, hypothalamus, subthalamus, metathalamus a epithalamus. (Do jisté míry i sítnice, jež je výchlipkou diencephala)

#### Thalamus
Thalamus je největší útvar v diencephalu, soubor šedých hmot který přijímá senzitivní podněty z celého těla a přepojuje je dále do kůry. Thalamus se považuje za "bránu do vědomí", tedy že podněty, které nedosáhnou Thalamu si člověk neuvědomí. Také je spolu s retikulární formací součást ascendentního budivého systému.

#### Subthalamus
Subthalamus je soubor šedých hmot uložený těsně pod thalamem. Účastní se na koordinaci pohybů, jeho poškození může vyústit v různé poruchy, jako je třeba hemibalismus – prudké, házivé pohyby končetin, objevují se kontralaterálně k poškození (tedy na opačné straně, než je poškození).

#### Hypothalamus
Hypothalamus je podkorové visceromotorické centrum a má mnoho významných funkcí. Jednak je zapojený do endokrinního systému (hypothalamo-hypofysární systém) a jednak je nadřazený autonomnímu nervstvu. Je také zapojený do limbického systému, a proto v nás emoce vzbuzují somatické reakce (červenání se, zrychlení srdeční akce apod.). Také je pomocí svého napojení na zrakovou dráhu a epifýsu účasten na regulaci cirkadiánních rytmů (něco jako denní režim těla).

#### Metathalamus
Metathalamus sestává ze dvou hrbolků připojených na zadní stranu thalamu – corpus geniculatum laterale et mediale a jedná se o podkorové zrakové (c.g. laterale) a sluchové (c.g. mediale) centrum. Zde se přepojuje zraková/sluchová dráha a zároveň odtud vychází odbočky do evolučně starších center v tectu.

#### Epithalamus
Epithalamus je oddíl diencephala, jež obsahuje tyto důležité struktury: epifýsu, habenulum a comissura habenulare a tzv. pretektální oblast, kde se přepojuje většina očních reflexů.

### Koncový mozek
Koncový mozek neboli telencepalon je evolučně nejmladší část mozku, která je u savců a zejména u primátů silně vyvinuta. Telencephalon je rozdělen na dvě hemisféry, z nichž každá má pět laloků (nebo šest, podle některých dělení).
- Frontální (čelní)
- Parietální (temenní)
- Okcipitální (týlní)
- Temporální (spánkový, jako jediný je fyzicky oddělen od ostatních ve fissura lateralis cerebri)
- Insulární (lat. insula = ostrov; jedná se o úsek kůry skrytý pod spánkovým lalokem)
- Někdy se ještě vyčleňuje limbický lalok (jedná se spíše o funkční jednotku)

Hemisféry jsou pokryty kůrou, která se dělí na tři typy: paleocortex – evolučně nejstarší, má tři vrstvy, vyskytuje se v tzv. čichovém mozku; archicortex – taktéž evolučně stará třívrstevná kůra, je součástí některých struktur limbického systému; neocortex – tvoří 96 % povrchu hemisfér, je evolučně mladší, je šestivrstevná.
V koncovém mozku se ještě vyskytují tyto významné struktury: bazální ganglia – podkorové motorické centrum, má velký význam pro přípravu složitých pohybů, u některých nižších obratlovců (např. laboratorní myš s experimentálně poškozenou kůrou) mohou suplovat funkci korových motorických center. Dále sem patří struktury limbického systému – podkorové centrum amygdala, hipokampus (korové centrum tvořené archicortexem) a gyrus cinguli (korové centrum).
Povrch hemisfér je u člověka rozbrázděn do mnoha závitů (na rozdíl od lissencephalních živočichů, kteří mají mozek hladký), čímž se efektivně zvyšuje plocha kůry. Závity (gyri) jsou od sebe odděleny rýhami (sulci), z kterých je nejdůležitějším sulcus centralis který od sebe odděluje motorické a sensitivní korové oblasti. Gyrifikace probíhá již v embryonálním období a při narození je dokončená.

#### Bílá hmota
Bílá hmota sestává z myelinisovaných axonů nervových buněk. V mozku tvoří tři základní skupiny: vlákna projekční, asociační a komisurální. Projekční vlákna jsou vlákna, která předávají informace z nižších etáží na vyšší a naopak. Příkladem je capsula interna, největší skupina projekčních vláken, která mimo jiné vedou motorické povely z kůry.
Asociační vlákna jsou taková, která spojují různá místa na téže etáži. Největší význam mají asociační vlákna korová, která integrují v asociačních oblastech informace a umožňují tak složité procesy jako poznávání, plánování či uvažování.
Komisurální vlákna jsou taková, která spojují navzájem hemisféry. Největší takovou komisurou je corpus callosum – nejvýraznější útvar na sagitálním řezu mozkem.

### Komorový systém

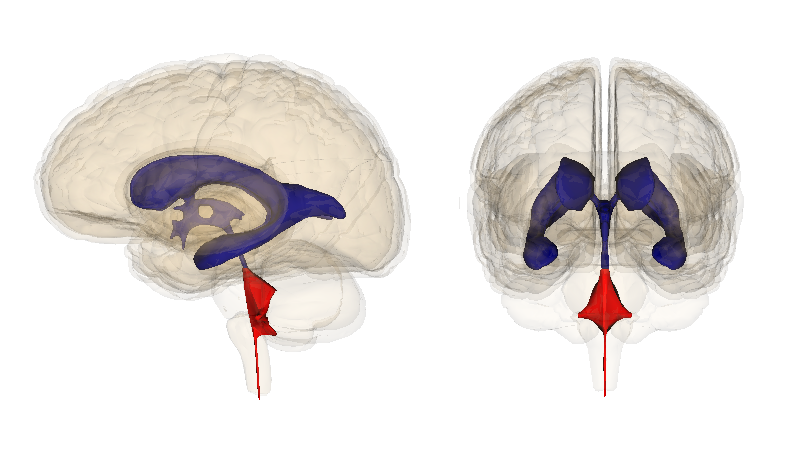
Komorový systém

Uvnitř centrální nervové soustavy je systém dutin vyplněných mozkomíšním mokem, neboli likvorem. Toto je pozůstatek embryonálního vývoje (jedno z počátečních stadií vývoje je dutá, uzavřená trubice). V mozku se vyskytují čtyři komory: dvě postranní komory v koncovém mozku, třetí mozková komora v diencephalu a čtvrtá mozková komora v pontu a oblongatě.
Uvnitř komor v místech nazvaných plexus chorioideus likvor vzniká (jedno takové místo je v každé komoře) a odtéká směrem do čtvrté komory, kde se skrze tři otvory (nepárové foramen Magenti a párová foramina Luschkae) dostává do subarachnoidálního prostoru, odkud se vstřebává do žilních splavů. Neprůchodnost těchto otvorů vede k patologickému stavu známému pod názvem vnitřní hydrocephalus. Likvor se podílí na udržování stálého prostředí v mozku a na odstraňování metabolitů.

### Mozkové pleny
Mozek a mícha jsou uloženy v tzv. meningovém vaku. Meningy, neboli mozkové pleny jsou tři: dura mater, neboli tvrdá plena mozková je svrchní tuhý obal. V lebce těsně naléhá na periost lebky, ale v páteřním kanálu je nad ní epidurální prostor, který umožňuje podávání epidurální anestesie.
Pod durou mater se nachází arachnoidea, neboli pavučnice. Jedná se o velice jemnou blánu ve které probíhají větší cévy. V místě kontaktu arachnoidey a žilních splavů se vyskytují tzv. granulationes arachnoidae, pomocí kterých se vstřebává likvor ze subarachnoidálního prostoru. Pokud tyto chybí (následkem úrazu), vzniká zevní hydrocephalus.
Nejvnitřnější je pia mater, neboli omozečnice. Jedná se o blánu pevnější než arachnoidea, ale ne tak pevnou jako dura mater. Mozek těsně obklopuje a nedá se odpreparovat.

## Mikroskopická anatomie
V mozku se vyskytují dvě skupiny buněk – neurony a glie. Většinu tkáně tvoří právě podpůrná glie. Jistou pozornost je nutné věnovat mikroskopické stavbě mozkové kůry, konkrétně neocortexu. Ten má šest vrstev:
- lamina molecularis – nejsvrchnější vrstva obsahuje málo buněk, zejména horizontální buňky Cajalovy. V této vrstvě spolu komunikují výběžky buněk z ostatních vrstev.
- lamina granularis externa – jedná se o asociační vrstvu, ve které převažují granulární a gliaformní neurony. Své jméno dostala podle svého vzhledu v Nisslově barvení – malé neurony v této vrstvě oproti velkým pyramidovým vypadají jako zrníčka.
- lamina pyramidalis externa – tato vrstva je tvořena zejména středními pyramidovými neurony, dále se zde vyskytují neurony hvězdicovité(Martinottiho), košíčkové a fusiformní. Tato vrstva zajišťuje zejména komisurální spojení (viz výše).
- lamina granularis interna – jedná se o vrstvu s naprostou převahou granulárních neuronů a s malou účastí jiných, jako třeba košíčkových. V této vrstvě končí většina vláken z thalamu. Je velmi variabilní – v senzitivních oblastech je velmi silná, v motorických téměř není poznat. Její neurony mají zejména funkci interneuronů.
- lamina pyramidalis interna – tuto vrstvu tvoří zejména velké pyramidové buňky (ty největší, Betzovy, mohou měřit až 100 μm). Jedná se o hlavní projekční vrstvu (projikuje do podkorových center).
- lamina multiformis – jak název napovídá jedná se o vrstvu tvořenou různými neurony (hvězdicovité-Martinottiho, malé polyformní a vřetenité). Touto vrstvou prochází všechna vlákna z kůry a do kůry.[6]

Na základě rozdílů v poměru vyvinutosti těchto vrstev Korbinian Brodmann v roce 1907 vytvořil cytoarchitektonickou mapu kůry, jejíž povrch rozčlenil na 11 regionů, které se dělí na 52 oblastí. Tato mapa byla četnými výzkumy prokázaná jako správná.

V roce 2013 vzniknul projekt Brain Activity Map Project usilující o zmapování aktivity každého neuronu lidského mozku.
Neexistuje rozdíl mezi mužským a ženským mozkem, rozdíly mezi mozky mužů a žen jsou dány vnějšími okolnostmi, jako např. způsobem výchovy.

## Cévní zásobování mozku
Mozek je artériemi zásoben okysličenou krví. Mozková tkáň potřebuje velké množství krve, asi 15–20 % právě cirkulující. Mozek zásobují dva páry tepen. Arteriae vertebralis zásobují mozkový kmen a mozeček. Většina mozku je zásobovaná z arteriae carotidaes internae. Tyto tepenné systémy spolu tvoří anastomotický okruh, tzv. circulus arteriosus Wilisi pojmenovaný po svém objeviteli, který umožňuje aby se i při ucpání některé z tepen nepřerušila dodávka krve do mozku (když se ucpe jedna z aa. carotidae internae, zbývající tepny se dokáží adaptovat a mozek uživit).
Mozkové žíly odvádějí krev do systému splavů (sinusů), odkud směřuje do srdce.

## Významné funkční oblasti mozkové kůry
Kůra hemisfér koncového mozku hostí mnoho významných center. Jednak se jedná o primární a sekundární sensorická centra (zrakové, sluchové, čichové, chuťové), dále o motorické a senzitivní centrum (tato dvě centra jsou v závitech těsně obklopujících sulcus centralis), tzv. premotorická oblast, kde jsou uložené naučené pohyby, frontální okohybné pole (významné korové centrum řídící nevědomé oční pohyby) a řečová centra.
Řečová centra jsou dvě – Brocovo motorické centrum (při jeho poškození člověk trpí motorickou afázií řeči – sice rozumí, ale nedokáže vydávat srozumitelná slova) a Wernickeho gnostické centrum (při jeho poškození dochází k sensorické afázii – pacient nerozumí mluvenému slovu a když mluví spojuje slova do nesrozumitelných celků, což si ale neuvědomuje, protože si sám nerozumí). Jedná se o evolučně velmi mladá centra, která nejsou přítomná bilaterálně, ale pouze v dominantní hemisféře.
Hemisféry nejsou obě symetrické, je známé že levá hemisféra je více zaměřená na analytické myšlení a početní operace, zatímco pravá je zaměřená spíše na vnímání umění a abstraktní myšlení. To, která hemisféra je dominantní se určuje podle přítomnosti unilaterálních (= jen na jedné straně přítomných) center. Téměř všichni praváci a asi 50 % leváků má dominantní levou hemisféru.

## Vývoj mozku
Na kraniálním konci nervové trubice se zformují tři mozkové váčky – prosencephalon, mesencephalon a rhombencephalon. Jejich stavba z počátku odpovídá stavbě nervové trubice – mají ventrální, dorsální, basální a alární ploténky. Ventrální a dorsální ploténky se v mozku moc nerozvíjejí, výjimkou jsou methencephalon a mesencephalon (viz níže). Z basálních plotének vzniknou motorická a visceromotorická centra a z alárních plotének centra sensitivní a sensorická.
Prosencephalon se rozdělí na telencephalon (ze kterého začnou růst hemisféry) a diencephalon (ze kterého se vychlípí základ pro oko). V telencephalu se z palia (budoucí kůra) oddělují podkorové struktury jako basální ganglia a amygdala a třívrstevné paleopalium je nahrazováno neopaliem.
Mesencephalon se nijak nedělí, ale jeho dorsální ploténka se začne rozvíjet a vytvoří tak tectum (čtverhrbolí).
Rhombencephalon se rozdělí na methencephalon (základ pontu) a myelencephalon (základ oblongaty). Dorsální ploténka methencephala začne prudce růst a vzniká z ní mozeček.
Gyrifikace hemisfér probíhá postupně, nejprve se vytvoří fissura longitudinalis cerebri (dáno už tím, že hemisféry vyrostou odděleně), poté fissura lateralis cerebri (odděluje spánkový lalok) za kterou následuje sulcus centralis. Ostatní následují postupně za těmito útvary.

## Rozvoj (růst) a regenerace
Při vývoji lidského zárodku (embrya) roste nejrychleji mozek. V osmém týdnu má již embryo vytvořený základ všech budoucích orgánů lidského těla. Průměrně velký zárodek na přelomu 8. a 9. týdne, kdy mu začínáme říkat plod, váží 9 gramů a měří 5 centimetrů.
"Kompletně rozvinutý lidský mozek obsahuje 85 až 100 miliard navzájem složitě pospojovaných mozkových buněk. Převážná část růstu mozku se odehrává během prvních tří měsíců nitroděložního života a při narození je počet mozkových buněk už konečný. Mozek se však dále poněkud zvětšuje a zejména zraje, to znamená, že mozkové buňky postupně zdokonalují svoje uspořádání a tím i svoji funkci. Mozkovna novorozeného dítěte již dosáhla tří čtvrtin své budoucí dospělé velikosti a hlavička, která je odrazem velikosti mozku, tvoří celou čtvrtinu délky těla. Tento poměr se během dalšího růstu a vývoje podstatně mění a ve 25 letech tvoří hlava už pouhou osminu tělesné výšky. Po narození tedy roste zbytek těla o poznání více než hlava, to znamená mozek. Pro rodiče je jistě známá zkušenost, že dítě vyroste mnohem dříve z kalhot než z čepice.
Po druhém roce věku se již obvod hlavy zvětšuje jen málo, nejvýše o 2 cm za rok. V 7 letech je růst mozku ukončen z 90 % a v 10 letech dosahuje mozek hmotnosti mozku dospělého.
Důležitá část zrání mozku po narození se odehrává během prvních čtyř měsíců života. Díky němu postupně mizejí reflexy typické pro novorozenecké období, dítě je stále čilejší a více reaguje na okolí. Kojenec se již snaží uchopovat předměty, usmívá se a směje se i hlasitě, očekává, že dostane jídlo, které má na dohled, a postupně začíná sedět s oporou.
Na zrání a vývoj mozku velmi těsně navazuje jak rozvoj psychiky a duševních schopností dítěte, tak i jeho obratnost, schopnost pohybové koordinace (tzv. jemná motorika). Postupný rozvoj obratnosti můžeme v prvním roce života dobře pozorovat například na způsobu, jakým dítě uchopí rukou předmět. Schopnost úchopu se objevuje obvykle ve 3-4 měsících věku. Tato nová dovednost přináší dítěti mnoho radosti a potěšení. Nejdříve začíná uchopovat předměty celou dlaní. Palec jako součást dlaně se do úchopu zapojí později, v pátém měsíci. V sedmém měsíci začne pomáhat dítěti v úchopu některých předmětů, například kostky, palec otočený proti ostatním prstům. Až v 9 měsících umí dítě využít pro uchopení drobtů nebo malých kuliček také jemný klíšťkový úchop. Jako ve všech ostatních dovednostech, i zde platí, že každé dítě je samostatným individuem a jeho vývoj se může od uvedených údajů poněkud lišit. Zmiňujeme data průměrná, zjištěná při hodnocení velkých skupin dětí.
Pro objevování okolí má pro dítě obrovský význam celkový pohybový vývoj (tzv. hrubá motorika). Dítě obvykle začne samostatně sedět mezi 6. a 8. měsícem. Od této chvíle může pozorovat bez omezení dění okolo sebe a jeho obzor se dále rozšiřuje. Kolem jednoho roku začíná samostatně chodit (s rozmezím u zdravých dětí mezi 9 a 17 měsíci věku). Díky samostatné chůzi může dítě rovnýma nohama vstoupit do druhého roku života, jehož hlavní náplní je postupné získávání nezávislosti a samostatné objevování světa."
Mezi 5. a 7. rokem života již dětský mozek dosáhne 90 % své dospělé hmotnosti. Přibližně v 6 letech dochází k poslednímu významnému kroku v přestavbě mozkové kůry. Díky ní vyzrává jemná senzori-motorická koordinace (vztah mezi smyslovým vjemem a jemnou pohybovou odpovědí). Ta významně pomáhá při zvládnutí školních dovedností - jak při práci s tužkou a papírem, tedy při psaní a kreslení, tak i při tělocviku a sportu.
Mozek dospělého člověka ukrývá 85 až 100 miliard nervových buněk.
Ještě na konci 20. století někteří odborníci věřili, že po dosažení dospělosti už lidský mozek nedokáže více produkovat nové neurony. "Dnes však vědci obecně zastávají názor, že mozek prostřednictvím procesu neurogeneze (tj. vznik nových mozkových buněk) i nadále vytváří nové nervové buňky a to dokonce i ve starším věku. Výzkumy ukázaly, že k tvorbě nových neuronů dochází nejvíce ve dvou částech mozku – v subventrikulární oblasti a v části hipokampus. Hipokampus je zodpovědný za schopnost učení a paměti." Když nefunguje správně, vznikají nebo se více projevují onemocnění jako například deprese, úzkost či Parkinsonova choroba, které však mají v těchto případech neurodegenerativní charakter.
"V 60. letech 20. století si vědecký tým Josepha Altmana všiml buněčné proliferace (neuronové novotvorby) u potkanů. Nikdo mu ale nevěřil, že se něco podobného děje i v mozku člověka. A v roce 1998 přišel švédský badatel Peter S. Eriksson s důkazy, že neurogeneze je skutečností. Ve 20. letech 21. století výzkumy hlásí vznik přibližně 700 nových mozkových buněk denně. ...
Neurovědkyně Sandrine Thuret z londýnské King’s College uvádí, že padesátiletý člověk nemá v mozku ani jeden neuron, který by měl stejné datum narození jako jeho majitel. Všechny do jednoho se už vyměnily. Nové nervové buňky hrají důležitou roli v učení dospělých. Doktorka Thuret spolu se svým týmem v laboratoři zjistila, že zabránění neurogenezi v dospělém mozku vede ke zhoršení paměti. Nové neurony mají také významný vliv na naši náladu. Thuret také se svým týmem zjistila, že pokud se zastaví tvorba nových mozkových buněk, dostane se ke slovu deprese. Tím vysvětluje přetrvávající depresivní ladění u pacientů, kteří zvítězili nad rakovinou. Vedlejším efektem náročné onkologické léčby je totiž dočasná stopka neurogenezi."

## Nemoci mozku
- Infekční onemocnění – Zánět mozkových blan a mozku
- Degenerativní onemocnění mozku – Alzheimerova choroba (degenerativní onemocnění mozku – zánik některých mozkových buněk) a Parkinsonova choroba porucha pohybu způsobená změnami v distribuci důležitého mediátoru dopaminu
- Degenerativní onemocnění nervů – roztroušená skleróza (autoimunní postižení nervových obalů – (porucha koordinace pohybů, řeči), Amyotrofická laterální skleróza degenerace nervových kořenů s nejasnou příčinou (postupně se rozvíjející porucha koordinace pohybů až smrt na obrnu dýchacích svalů)
- Mozková mrtvice – poškození mozkové tkáně krvácením nebo nedokrvením; mezi její následky patří zejména trvalé poruchy pohyblivosti
- Migréna – porucha cévního zásobení způsobující intenzivní bolesti
- Epilepsie – porucha vzniku vzruchu v mozkové kůře vedoucí k specifickým záchvatům provázeným křečemi nebo ztrátou vědomí
- Schizofrenie
- Deprese
- Rakovina v mozku – nádory v mozku jsou všeobecně považovány za maligní, i když nemetastazují. Mohou vzniknou samy od sebe přímo v mozku samotném nebo do něj být zaneseny z jiného metastazujícího nádoru jinde v těle.